# Tensión de circuito abierto

Representación de un dispositivo de dos terminales, tal como una batería o céluar solar. Sin estar conectado a ningún circuito entre los terminales existe una tensión de circuito abierto v_{oc} sin que fluya corriente entre ellos.

La Tensión de circuito abierto (abreviado como VOC del inglés Open-circuit voltage) es la diferencia de potencial eléctrico entre los terminales de un dispositivo cuando lo desconectamos de su circuito eléctrico. En análisis de circuitos, esta va relacionada con el Teorema de Thévenin.
La tensión de circuito abierto de las baterías y células solares es una característica que normalmente se especifica bajo condiciones particulares (estado de la carga, iluminación, temperatura, etc).
El potencial de circuito abierto también adquiere relevancia por el hecho de que un metal con un potencial menor se disolverá más rápidamente en un electrolito que otro metal que posea un potencial de circuito abierto mayor.